# (34132) Theoguerin
2000 QX4 (asteroide 34132) é um asteroide da cintura principal. Possui uma excentricidade de 0.16396890 e uma inclinação de 2.99536º.
Este asteroide foi descoberto no dia 24 de agosto de 2000 por LINEAR em Socorro.